# Bisbat de Sapporo
El bisbat de Sapporo (japonès: カトリック札幌司教区, llatí: Dioecesis Sapporensis) és una seu de l'Església Catòlica al Japó, sufragània de l'arquebisbat de Tōkyō. El 2014 tenia 16.919 batejats sobre una població de 5.441.621 habitants. Actualment està regida pel bisbe Bernard Taiji Katsuya.

## Territori
La diòcesi comprèn part la prefectura d'Hokkaido, a l'illa d'Hokkaido.
La seu episcopal és la ciutat de Sapporo, on es troba la catedral dels Àngels custodis
El territori s'estén sobre 83.452  km², i està dividit en 61 parròquies.

## Història
La prefectura apostòlica de Sapporo va ser erigida el 12 de febrer de 1915, prenent el territori de la diòcesi d'Hakodate (avui diòcesi de Sendai).
El 30 de març de 1929 la prefectura apostòlica va ser elevada a vicariat apostòlic amb el breu Ad animorum del Papa Pius XI.
El 18 de juliol de 1932 cedí una porció del seu territori per tal que s'erigís la missió sui iuris de Karafuto (avui prefectura apostòlica de Iujno-Sakhalinsk).
L'11 de novembre de 1952 el vicariat apostòlic va ser elevat a diòcesi mitjançant la butlla Iis Christi verbis del Papa Pius XII.

## Cronologia episcopal
- Wenceslaus Kinold, O.F.M. † (13 d'abril de 1915 - novembre de 1940 renuncià)
- Benedict Takahiko Tomizawa † (11 de desembre de 1952 - 3 d'octubre de 1987 jubilat)
- Peter Toshio Jinushi (3 d'octubre de 1987 - 17 de novembre de 2009 jubilat)
  - Sede vacante (2009-2013)
- Bernard Taiji Katsuya, des del 22 de juny de 2013

## Estadístiques
A finals del 2014, la diòcesi tenia 16.919 batejats sobre una població de 5.441.621 persones, equivalent al 0,3% del total.
| any  | població | població  | població | sacerdots | sacerdots       | sacerdots       | sacerdots             | diaques | religiosos | religiosos | parròquies |
| ---- | -------- | --------- | -------- | --------- | --------------- | --------------- | --------------------- | ------- | ---------- | ---------- | ---------- |
| any  | batejats | total     | %        | total     | clergat secular | clergat regular | batejats por sacerdot | diaques | homes      | dones      |            |
| 1950 | 5.506    | 3.600.000 | 0,2      | 25        | 10              | 15              | 220                   |         | 8          | 90         | 21         |
| 1970 | 17.020   | 5.200.000 | 0,3      | 215       | 124             | 91              | 79                    |         | 140        | 423        | 70         |
| 1980 | 17.484   | 5.567.573 | 0,3      | 113       | 32              | 81              | 154                   |         | 133        | 421        | 70         |
| 1990 | 16.974   | 5.687.825 | 0,3      | 92        | 33              | 59              | 184                   |         | 92         | 376        | 71         |
| 1999 | 17.350   | 5.736.812 | 0,3      | 77        | 42              | 35              | 225                   |         | 67         | 372        | 68         |
| 2000 | 17.484   | 5.726.184 | 0,3      | 79        | 41              | 38              | 221                   |         | 69         | 364        | 68         |
| 2001 | 17.484   | 5.726.184 | 0,3      | 74        | 40              | 34              | 236                   |         | 65         | 351        | 68         |
| 2002 | 17.594   | 5.720.284 | 0,3      | 75        | 39              | 36              | 234                   |         | 65         | 349        | 68         |
| 2003 | 17.744   | 5.682.950 | 0,3      | 75        | 39              | 36              | 236                   |         | 69         | 351        | 68         |
| 2004 | 17.763   | 5.690.493 | 0,3      | 67        | 22              | 45              | 265                   |         | 72         | 336        | 68         |
| 2010 | 17.993   | 5.543.556 | 0,3      | 65        | 20              | 45              | 276                   |         | 69         | 301        | 59         |
| 2014 | 16.919   | 5.441.621 | 0,3      | 58        | 20              | 38              | 291                   |         | 62         | 277        | 61         |